# Horia Macellariu
Horia Macellariu (Craiova, 1894. április 28. – Bukarest, 1989. július 11.) román ellentengernagy, a második világháború idején a román flotta főparancsnoka, az Odessza és Szevasztopol birtoklásáért vívott harcokat követően a német Vaskereszt Lovagkeresztje kitüntetésben részesült. A háború után háborús bűnökkel vádolva elítélték, de 1964-ben szabadon bocsátották és rehabilitálták. 

## Élete
Horia Macellariu Craiován született. Apja erdőmérnöki végzettséggel rendelkezett, anyja egy lovassági tiszt lánya volt. Középiskolai tanulmányai a bukaresti Mihai Viteazu Líceumban végezte, majd a tengerészeti akadémia elvégzése után, 1915-ben alhadnagyi rangban került aktív szolgálatba. Románia 1916-os hadbalépését követően a Miklós herceg hadihajó parancsnoka lett, mely a folyami flotta keretében vett részt a Duna mellékén vívott harcokban. 
A háború befejezését követően, 1926-ban jogi diplomát szerzett, majd gazdaság- és politikatudományi doktorátust tett. 1927 – 1928 között ösztöndíjjal Párizsban tanult, tanulmányai alatt négy idegen nyelvet sajátított el folyékony szinten: a franciát, az olaszt, az angolt és a németet. Hazatérte után előbb a Tengerészeti Akadémián tanított, majd a román hadvezetésben töltött be adminisztratív funkciókat. 
Románia második világháborúba való belépését (1941. július 22.) követően egy rombolószázad élén a Fekete-tengeren vett részt különféle missziókban, mint például az Odessza és Szevasztopol birtoklásáért vívott harcok, valamint a Fekete-tenger északi partvidékének aknamentesítése. 1943-ban a Román Flotta főparancsnokává és Helmuth Brinkmann, a német fekete-tengeri flotta parancsnokának helyettesévé nevezték ki, egyúttal ellentengernaggyá léptették elő. A szovjet Vörös Hadsereg előretörésének idején, 1944 áprilisában Macellariu ellentengernagy irányította a román hadtörténelem legnagyobb evakuációs hadműveletét, melynek keretében 130 000 német és román katonát menekítettek a veszélyeztetett Odessza és Szevasztopol városából román felségterületre. Az akció eredményeként 1944. május 21-én a Vaskereszt Lovagkeresztje kitüntetésben részesült. 
Az 1944. augusztus 23-i román átállást követően Macellariu a konstancai kikötőben német hadihajók megtámadására kapott utasítást, de ő ezt a fölösleges vérontás és a város esetleges lövetésének elkerülésére megtagadta, inkább tárgyalásokat kezdett a flotta parancsnokával, Birkmannal. A tárgyalások eredményeként a német hadihajók augusztus 25-én békés úton elhagyták a kikötőt. 
Macellariut 1945. március 24-én nyugállományba helyezték, de hamarosan vádat emelt ellene a bukaresti népbíróság. Az ellentengernagyot háborús bűnökkel vádolták, amiért nem lövetett a német hadihajókra az átállást követően. A bíróság azonban ártatlannak találta és felmentette a vádak alól. 
A kommunista befolyás alá kerülő hírszerzés szerint 1945 novemberében kapcsolatba került az Aurel Aldea tábornok körül szerveződő antikommunista ellenállással, ezért 1946 elején elfogatási parancsot adtak ki ellene, de ő nevet változtatott és elrejtőzött. 1946 novemberében távollétében vádat emeltek ellene a Sumanii Negre koncepciós perben és életfogytiglani börtönbüntetésre ítélték „az államrend ellen irányuló összeesküvés” és folytatólagosan elkövetett háborús bűncselekmények vádjával. 
1948. április 19.-én a Securitate nyomára akadt és letartóztatta, majd a jilavai börtönbe zárták. Egy újabb eljárásban az ellene szóló ítéletet 25 év kényszermunkára változtatták, majd a nagyenyedi börtönbe szállították. Innen később Râmnicu Săratra, Désre, majd Szamosújvárra került, az utóbbi helyről szabadult az 1964-es általános amnesztia idején. 1965-ben rehabilitálták és visszaadták katonai rangját, majd haláláig visszavonultan élt. Bukarestben hunyt el és a Cozia temetőben helyezték örök nyugalomra. 
Jelenleg egy bukaresti utca és a haditengerészet egy hadihajója az ő nevét viseli.